# 모크로노그트레벨노

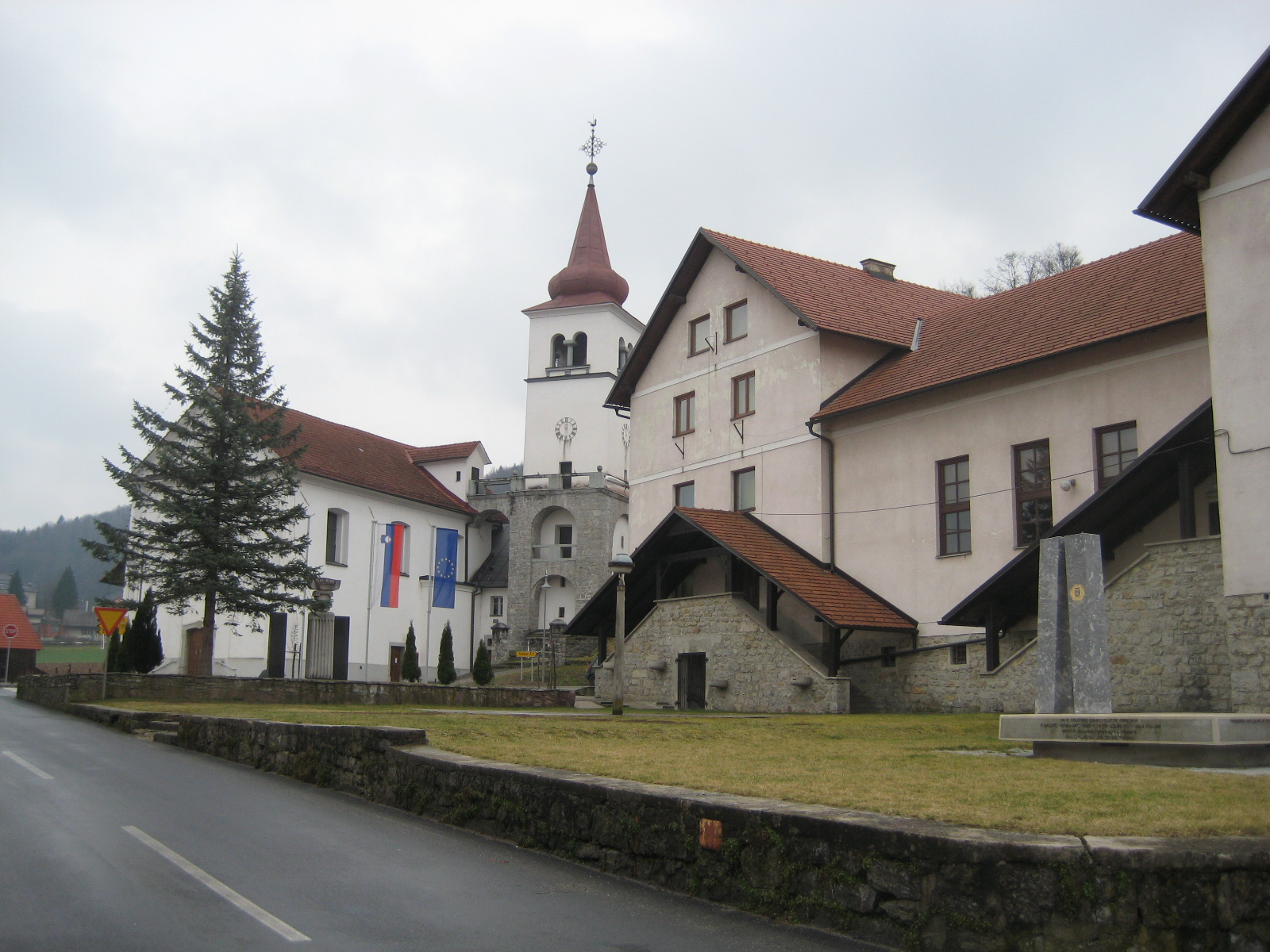
모크로노그트레벨노

모크로노그트레벨노의 위치

모크로노그트레벨노(슬로베니아어: Mokronog-Trebelno)는 슬로베니아의 도시로 면적은 73.4km2, 인구는 2,873명(2002년 기준), 인구 밀도는 39.1명/km2이다.